# Transistor de unión bipolar

Diagrama de Transistor NPN

El transistor de unión bipolar (del inglés bipolar junction transistor, o sus siglas BJT) es un dispositivo electrónico de estado sólido consistente en dos uniones PN muy cercanas entre sí, que permite aumentar la corriente y disminuir el voltaje, además de controlar el paso de la corriente a través de sus terminales. La denominación de bipolar se debe a que la conducción tiene lugar gracias al desplazamiento de portadores de dos polaridades (huecos positivos y electrones negativos), y son de gran utilidad en gran número de aplicaciones; pero tienen ciertos inconvenientes, entre ellos su impedancia de entrada bastante baja.
Los transistores bipolares son los transistores más conocidos y se usan generalmente en electrónica analógica aunque también en algunas aplicaciones de electrónica digital, como la tecnología TTL o BiCMOS. 
Un transistor de unión bipolar está formado por dos Uniones PN en un solo cristal semiconductor, separados por una región muy estrecha. De esta manera quedan formadas tres regiones:
- Emisor, que se diferencia de las otras dos por estar fuertemente dopada, comportándose como un metal. Su nombre se debe a que esta terminal funciona como emisor de portadores de carga.
- Base, la intermedia, muy estrecha, que separa el emisor del colector.
- Colector, de extensión mucho mayor.

La técnica de fabricación más común es la deposición epitaxial.
En su funcionamiento normal, la unión base-emisor está polarizada en directa, mientras que la base-colector en inversa. Los portadores de carga emitidos por el emisor atraviesan la base, porque es muy angosta, hay poca recombinación de portadores, y la mayoría pasa al colector.
El transistor posee tres estados de operación: estado de corte, estado de saturación y estado de actividad.

## Historia

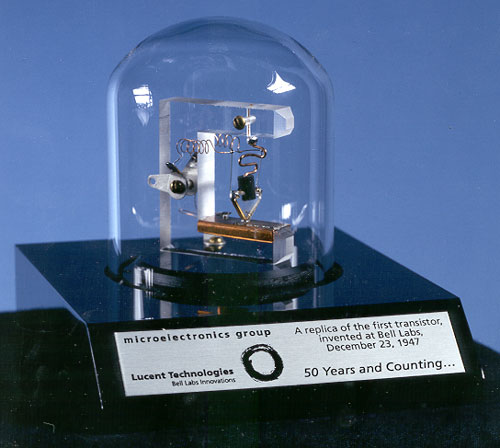
Replica del primer transistor de punto de contacto, hoy en un museo de la actual Lucent Technologies

El transistor bipolar de contacto de punto, antecesor directo del transistor de unión, fue inventado en diciembre de 1947 en la Bell Telephone Company por John Bardeen y Walter Houser Brattain bajo la dirección de William Shockley, cuya primera patente solicitaron los dos primeros nombrados, el 17 de junio de 1948, a la cual siguieron otras patentes acerca de aplicaciones de este dispositivo. El transistor bipolar de unión, inventado por Shockley en 1948, fue durante tres décadas el dispositivo favorito en el diseño de circuitos discretos e integrados. Hoy en día, el uso de los BJTs ha declinado en favor de la tecnología CMOS para el diseño de circuitos digitales integrados.

## Estructura

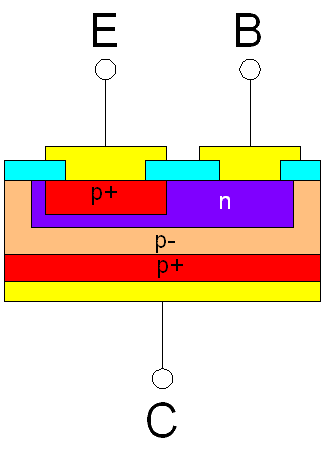
Estructura de un transistor de unión bipolar del tipo PNP.

Un transistor de unión bipolar consiste en tres regiones semiconductoras dopadas: la región del emisor, la región de la base y la región del colector. Estas regiones son, respectivamente, tipo P, tipo N y tipo P en un PNP; y tipo N, tipo P, y tipo N en un transistor NPN. Cada región del semiconductor está conectada a un terminal, denominado emisor (E), base (B) o colector (C), según corresponda.

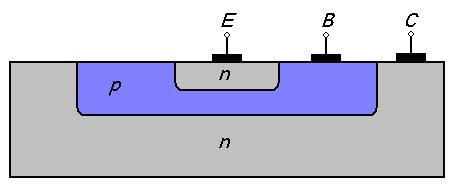
Corte transversal simplificado de un transistor de unión bipolar NPN en el cual se aprecia como la unión base-colector es mucho más amplia que la base-emisor.

La base está físicamente localizada entre el emisor y el colector y está compuesta de material semiconductor ligeramente dopado y de alta resistividad. El colector rodea la región del emisor, haciendo casi imposible para los electrones inyectados en la región de la base escapar de ser colectados, lo que hace que el valor resultante de α se acerque mucho hacia la unidad, y por eso, otorgarle al transistor una gran β.
El transistor de unión bipolar, a diferencia de otros transistores, no es usualmente un dispositivo simétrico. Esto significa que intercambiando el colector y el emisor hacen que el transistor deje de funcionar en modo activo y comience a funcionar en modo inverso. Debido a que la estructura interna del transistor está usualmente optimizada para funcionar en modo activo, intercambiar el colector con el emisor hacen que los valores de α y β en modo inverso sean mucho más pequeños que los que se podrían obtener en modo activo; muchas veces el valor de α en modo inverso es menor a 0.5. La falta de simetría es principalmente debido a las tasas de dopaje entre el emisor y el colector. El emisor está altamente dopado, mientras que el colector está ligeramente dopado, permitiendo que pueda ser aplicada una gran tensión de reversa en la unión colector-base antes de que esta colapse. La unión colector-base está polarizada en inversa durante la operación normal. La razón por la cual el emisor está altamente dopado es para aumentar la eficiencia de inyección de portadores del emisor: la tasa de portadores inyectados por el emisor en relación con aquellos inyectados por la base. Para una gran ganancia de corriente, la mayoría de los portadores inyectados en la unión base-emisor deben provenir del emisor.
El bajo desempeño de los transistores bipolares laterales muchas veces utilizados en procesos CMOS se debe a que son diseñados simétricamente, lo que significa que no hay diferencia alguna entre la operación en modo activo y modo inverso.
Pequeños cambios en la tensión aplicada entre los terminales base-emisor genera que la corriente que circula entre el emisor y el colector cambie significativamente. Este efecto puede ser utilizado para amplificar la tensión o corriente de entrada. Los BJT pueden ser pensados como fuentes de corriente controladas por tensión, pero son caracterizados más simplemente como fuentes de corriente controladas por corriente, o por amplificadores de corriente, debido a la baja impedancia de la base.
Los primeros transistores fueron fabricados de germanio, pero la mayoría de los BJT modernos están compuestos de silicio. Actualmente, una pequeña parte de éstos (los transistores bipolares de heterojuntura) están hechos de arseniuro de galio, especialmente utilizados en aplicaciones de alta velocidad.

## Principio de Funcionamiento

Característica idealizada de un transistor bipolar.

En una configuración normal, la unión base-emisor se polariza en directa y la unión base-colector en inversa. Debido a la agitación térmica los portadores de carga del emisor pueden atravesar la barrera de potencial emisor-base y llegar al colector. A su vez, prácticamente todos los portadores que llegaron son impulsados por el campo eléctrico que existe entre la base y el colector.
Un transistor NPN puede ser considerado como dos diodos con la región del ánodo compartida. En una operación típica, la unión base-emisor está polarizada en directa y la unión base-colector está polarizada en inversa. En un transistor NPN, por ejemplo, cuando una tensión positiva es aplicada en la unión base-emisor, el equilibrio entre los portadores generados térmicamente y el campo eléctrico repelente de la región agotada se desbalancea, permitiendo a los electrones excitados térmicamente inyectarse en la región de la base. Estos electrones "vagan" a través de la base, desde la región de alta concentración cercana al emisor hasta la región de baja concentración cercana al colector. Estos electrones en la base son llamados portadores minoritarios debido a que la base está dopada con material P, los cuales generan "huecos" como portadores mayoritarios en la base.
La región de la base en un transistor debe ser constructivamente delgada, para que los portadores puedan difundirse a través de esta en mucho menos tiempo que la vida útil del portador minoritario del semiconductor, para minimizar el porcentaje de portadores que se recombinan antes de alcanzar la unión base-colector. El espesor de la base debe ser menor al ancho de difusión de los electrones.

### Control de tensión, carga y corriente
La corriente colector-emisor puede ser vista como controlada por la corriente base-emisor (control de corriente), o por la tensión base-emisor (control de voltaje). Esto es debido a la relación tensión-corriente de la unión base-emisor, la cual es la curva tensión-corriente exponencial usual de una unión PN (es decir, un diodo).
En el diseño de circuitos analógicos, el control de corriente es utilizado debido a que es aproximadamente lineal. Esto significa que la corriente de colector es aproximadamente β veces la corriente de la base. Algunos circuitos pueden ser diseñados asumiendo que la tensión base-emisor es aproximadamente constante, y que la corriente de colector es β veces la corriente de la base. No obstante, para diseñar circuitos utilizando BJT con precisión y confiabilidad, se requiere el uso de modelos matemáticos del transistor como el modelo Ebers-Moll.

### Parámetros Alfa y Beta del transistor de unión bipolar
Una forma de medir la eficiencia del BJT, en el transistor tipo NPN, es  a través de la proporción de electrones capaces de cruzar la base y alcanzar el colector. El alto dopaje de la región del emisor y el bajo dopaje de la región de la base pueden causar que muchos más electrones sean inyectados desde el emisor hacia la base que huecos desde la base hacia el emisor. La ganancia de corriente emisor común está representada por {\displaystyle \beta _{F}} o por hfe. Esto es aproximadamente la tasa de corriente continua de colector en relación con la corriente continua de la base en la región activa directa y es típicamente mayor a 100. Otro parámetro importante es la ganancia de corriente base común, {\displaystyle \alpha _{F}}. La ganancia de corriente base común es aproximadamente la ganancia de corriente desde emisor a colector en la región activa directa. Esta tasa usualmente tiene un valor cercano a la unidad; que oscila entre 0.98 y 0.998. En el caso del transistor PNP ocurre lo mismo pero sustituyendo huecos por electrones, ya que la corriente electrónica en el transistor tipo PNP va de colector a emisor.
El Alfa y Beta están más precisamente determinados por las siguientes relaciones:
{\displaystyle \alpha _{F}={\frac {I_{\text{C}}}{I_{\text{E}}}}}
{\displaystyle \beta _{F}={\frac {I_{\text{C}}}{I_{\text{B}}}}}
{\displaystyle \beta _{F}={\frac {\alpha _{F}}{1-\alpha _{F}}}\iff \alpha _{F}={\frac {\beta _{F}}{\beta _{F}+1}}}

## Tipos de Transistor de Unión Bipolar

### Transistores NPN
NPN es uno de los dos tipos de transistores bipolares, en los cuales las letras "N" y "P" se refieren a los portadores de carga mayoritarios dentro de las diferentes regiones del transistor. La mayoría de los transistores bipolares usados hoy en día son NPN, debido a que la movilidad del electrón es mayor que la movilidad de los "huecos" en los semiconductores, permitiendo mayores corrientes y velocidades de operación.
Los transistores NPN consisten en una capa de material semiconductor dopado P (la "base") entre dos capas de material dopado N. Una pequeña corriente ingresando a la base en configuración emisor-común es amplificada en la salida del colector.
La flecha en el símbolo del transistor NPN está en la terminal del emisor y apunta en la dirección en la que la corriente convencional circula cuando el dispositivo está en funcionamiento activo.

### Ejemplo práctico de uso de un transistor bipolar NPN

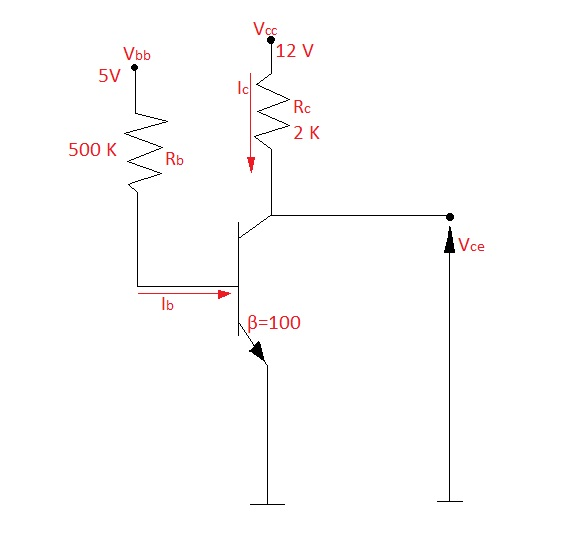
Ejemplo de uso de un transistor del tipo NPN.

En el ejemplo particular mostrado en la imagen, hay un transistor del tipo NPN cuyo punto funcionamiento Q (de la expresión inglesa Quiescent Point, punto estático) en corriente continua es desconocido. Hallar el punto Q consiste en calcular la corriente que atraviesa el colector del dispositivo (IC) y la tensión colector-emisor (VCE).
La corriente que atraviesa la base (IB), con referencia al diagrama se calcula así: 
{\displaystyle I_{B}={\frac {V_{BB}-0.7V}{R_{B}}}}
Reemplazando los datos:
{\displaystyle I_{B}={\frac {5V-0.7V}{500k\Omega }}=8,6\mu A}
Seguidamente, se calcula la corriente de colector, recordando que su valor es igual a la corriente de la base, multiplicada por el parámetro β:
{\displaystyle I_{C}=\beta *I_{B}=100*8,6\,\mu A=0,86\,mA}
Finalmente, se halla el valor de la tensión Colector-Emisor:

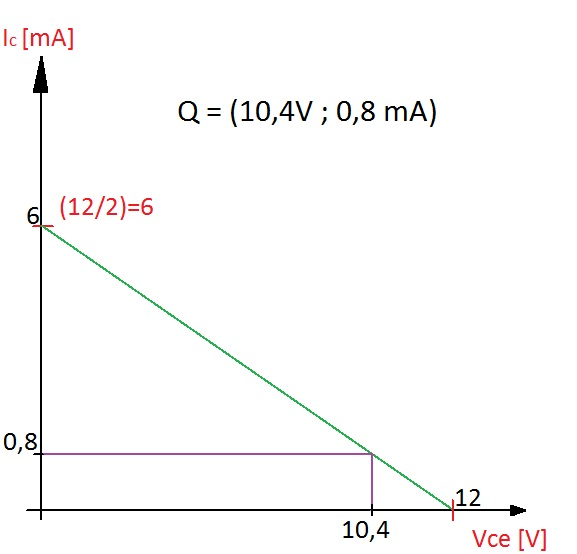
En este gráfico se muestra el resultado obtenido, sobre la recta de polarización en color verde con los valores máximos de Vce e Ic, indicando la corriente, y la tensión necesaria para polarizar al transistor

{\displaystyle {\begin{aligned}V_{CE}&=V_{CC}-R_{C}*I_{C}\\&=12-0,86\,mA*2K\Omega \\&=10,28V\end{aligned}}}

### Transistores PNP
El otro tipo de transistor de unión bipolar es el PNP con las letras "P" y "N" refiriéndose a las cargas mayoritarias dentro de las diferentes regiones del transistor. Pocos transistores usados hoy en día son PNP, debido a que el NPN brinda mucho mejor desempeño en la mayoría de las circunstancias.
Los transistores PNP consisten en una capa de material semiconductor dopado N entre dos capas de material dopado P. Los transistores PNP son comúnmente operados con el colector a masa y el emisor conectado al terminal positivo de la fuente de alimentación a través de una carga eléctrica externa. Una pequeña corriente circulando desde la base permite que una corriente mucho mayor circule desde el emisor hacia el colector.
La flecha en el transistor PNP está en el terminal del emisor y apunta en la dirección en la que la corriente convencional circula cuando el dispositivo está en funcionamiento activo.

## Regiones operativas del transistor
Los transistores de unión bipolar tienen diferentes regiones operativas, definidas principalmente por la forma en que son polarizados:
- Región activa directa en cuanto a la polaridad:

corriente del emisor = (β + 1)·Ib ; corriente del colector= β·Ib
Cuando un transistor no está ni en su región de saturación ni en la región de corte entonces está en una región intermedia, la región activa. En esta región la corriente de colector (Ic) depende principalmente de la corriente de base (Ib), de β (ganancia de corriente, es un dato del fabricante) y de las resistencias que se encuentren conectadas en el colector y emisor. Esta región es la más importante si lo que se desea es utilizar el transistor como un amplificador de señal.
- Región inversa:

Al invertir las condiciones de polaridad del funcionamiento en modo activo, el transistor bipolar entra en funcionamiento en modo inverso. En este modo, las regiones del colector y emisor intercambian roles. Debido a que la mayoría de los BJT son diseñados para maximizar la ganancia de corriente en modo activo, el parámetro beta en modo inverso es drásticamente menor al presente en modo activo.
- Región de corte: Un transistor está en corte cuando:

corriente de colector = corriente de emisor = 0, (Ic = Ie = 0)
En este caso el voltaje entre el colector y el emisor del transistor es el voltaje de alimentación del circuito. (como no hay corriente circulando, no hay caída de voltaje, ver Ley de Ohm). Este caso normalmente se presenta cuando la corriente de base = 0 (Ib =0)
De forma simplificada, se puede decir que el la unión CE se comporta como un circuito abierto, ya que la corriente que lo atraviesa es cero.
- Región de saturación: Un transistor está saturado cuando:

corriente de colector ≈ corriente de emisor = corriente máxima, (Ic ≈ Ie = Imáx)
En este caso la magnitud de la corriente depende del voltaje de alimentación del circuito y de las resistencias conectadas en el colector o el emisor o en ambos, ver Ley de Ohm. Se presenta cuando la diferencia de potencial entre el colector y el emisor desciende por debajo del valor umbral VCE, sat. Cuando el transistor esta en saturación, la relación lineal de amplificación es Ic=β·Ib (y por ende, la relación Ie=(β+1)·Ib ) no se cumple.
De forma simplificada, se puede decir que la unión CE se comporta como un cable, ya que la diferencia de potencial entre C y E es muy próxima a cero.
Como se puede ver, la región activa es útil para la electrónica analógica (especialmente útil para amplificación de señal) y las regiones de corte y saturación, para la electrónica digital, representando el estado lógico alto y bajo, respectivamente.

## Teoría y Modelos Matemáticos

### Análisis en Corriente Continua

#### El modelo Ebers-Moll
Las corrientes continuas en el emisor y el colector en operación normal son determinadas por:
{\displaystyle I_{\mathrm {E} }=I_{\mathrm {ES} }\left(e^{\frac {V_{\mathrm {BE} }}{V_{\mathrm {T} }}}-1\right)}
{\displaystyle I_{\mathrm {C} }=\alpha _{T}I_{\mathrm {ES} }\left(e^{\frac {V_{\mathrm {BE} }}{V_{\mathrm {T} }}}-1\right)}

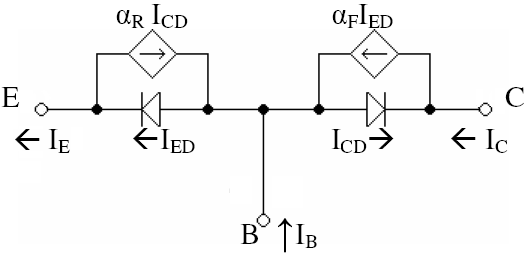
Modelo Ebers-Moll para transistores NPN

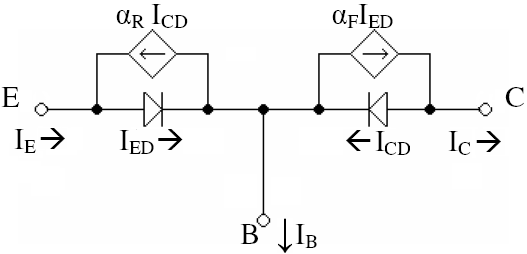
Modelo Ebers-Moll para transistores PNP

La corriente interna de base es principalmente por difusión y
{\displaystyle J_{p}(Base)={\frac {qD_{p}p_{bo}}{W}}\left[e^{\frac {V_{EB}}{V_{T}}}\right]}
Donde:
- {\displaystyle I_{\mathrm {E} }} es la corriente de emisor.
- {\displaystyle I_{\mathrm {C} }} es la corriente de colector.
- {\displaystyle \alpha _{T}} es la ganancia de corriente directa en configuración base común. (de 0.98 a 0.998)
- {\displaystyle I_{\mathrm {ES} }} es la corriente de saturación inversa del diodo base-emisor (en el orden de 10−15 a 10−12 amperios)
- {\displaystyle V_{\mathrm {T} }} es el voltaje térmico {\displaystyle kT/q} (aproximadamente 26 mV a temperatura ambiente ≈ 300 K).
- {\displaystyle V_{\mathrm {BE} }} es la tensión base emisor.
- W es el ancho de la base.

La corriente de colector es ligeramente menor a la corriente de emisor, debido a que el valor de αT es muy cercano a 1,0. En el transistor de unión bipolar una pequeña variación de la corriente base-emisor genera un gran cambio en la corriente colector-emisor. La relación entre la corriente colector-emisor con la base-emisor es llamada ganancia, β o hFE. Un valor de β de 100 es típico para pequeños transistores bipolares. En una configuración típica, una señal de corriente muy débil circula a través de la unión base-emisor para controlar la corriente entre emisor-colector. β está relacionada con α a través de las siguientes relaciones:
{\displaystyle \alpha _{T}={\frac {I_{\mathrm {C} }}{I_{\mathrm {E} }}}}
{\displaystyle \beta _{F}={\frac {I_{\mathrm {C} }}{I_{\mathrm {B} }}}}
{\displaystyle \beta _{F}={\frac {\alpha _{T}}{1-\alpha _{T}}}\iff \alpha _{T}={\frac {\beta _{F}}{\beta _{F}+1}}}
Eficiencia del emisor: {\displaystyle \eta ={\frac {J_{p}(Base)}{J_{E}}}}
Otras ecuaciones son usadas para describir las tres corrientes en cualquier región del transistor están expresadas más abajo. Estas ecuaciones están basadas en el modelo de transporte de un transistor de unión bipolar.
{\displaystyle i_{\mathrm {C} }=I_{\mathrm {S} }\left(e^{\frac {V_{\mathrm {BE} }}{V_{\mathrm {T} }}}-e^{\frac {V_{\mathrm {BC} }}{V_{\mathrm {T} }}}\right)-{\frac {I_{\mathrm {S} }}{\beta _{\mathrm {R} }}}\left(e^{\frac {V_{\mathrm {BC} }}{V_{\mathrm {T} }}}-1\right)}
{\displaystyle i_{\mathrm {B} }={\frac {I_{\mathrm {S} }}{\beta _{\mathrm {F} }}}\left(e^{\frac {V_{\mathrm {BE} }}{V_{\mathrm {T} }}}-1\right)+{\frac {I_{\mathrm {S} }}{\beta _{\mathrm {R} }}}\left(e^{\frac {V_{\mathrm {BC} }}{V_{\mathrm {T} }}}-1\right)}
{\displaystyle i_{\mathrm {E} }=I_{\mathrm {S} }\left(e^{\frac {V_{\mathrm {BE} }}{V_{\mathrm {T} }}}-e^{\frac {V_{\mathrm {BC} }}{V_{\mathrm {T} }}}\right)+{\frac {I_{\mathrm {S} }}{\beta _{\mathrm {F} }}}\left(e^{\frac {V_{\mathrm {BE} }}{V_{\mathrm {T} }}}-1\right)}
Dónde:
- {\displaystyle i_{\mathrm {C} }} es la corriente de colector.
- {\displaystyle i_{\mathrm {B} }} es la corriente de base.
- {\displaystyle i_{\mathrm {E} }} es la corriente de emisor.
- {\displaystyle \beta _{\mathrm {F} }} es la ganancia activa en emisor común (de 20 a 500)
- {\displaystyle \beta _{\mathrm {R} }} es la ganancia inversa en emisor común (de 0 a 20)
- {\displaystyle I_{\mathrm {S} }} es la corriente de saturación inversa (en el orden de 10−15 a 10−12 amperios)
- {\displaystyle V_{\mathrm {T} }} es el voltaje térmico {\displaystyle kT/q} (aproximadamente 26 mV a temperatura ambiente ≈ 300 K).
- {\displaystyle V_{\mathrm {BE} }} es la tensión base-emisor.
- {\displaystyle V_{\mathrm {BC} }} es la tensión base-colector.

### Modelos en pequeña señal

#### Modelo híbrido pi

Modelo híbrido pi

El modelo híbrido pi es un modelo para circuitos electrónicos muy popular para analizar circuitos de pequeña señal y el comportamiento en corriente alterna de los transistores de  bijuntura y de efecto de campo.  A veces se le llama también el modelo de Giacoletto ya que fue introducido por L.J. Giacoletto en 1969. El modelo puede ser bastante preciso para circuitos de baja frecuencia y puede ser fácilmente adaptado a circuitos de alta frecuencia al agregarle al modelo las capacitancias interelectródicas y otros elementos parásitos que pueden tener los transistores.

#### Parámetros h

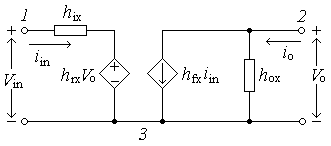
Modelo de parámetro h generalizado para un BJT NPN.
Reemplazar x con e, b o c para las topologías EC, BC y CC respectivamente.

Otro modelo comúnmente usado para analizar los circuitos BJT es el modelo de parámetro h también conocido como el modelo híbrido equivalente, muy cercanamente relacionado con  el modelo híbrido pi. Este modelo es un circuito equivalente a un transistor de unión bipolar y permite un fácil análisis del comportamiento del circuito, y puede ser usado para desarrollar modelos más exactos. Como se muestra, el término "x" en el modelo representa el terminal del BJT dependiendo de la topología usada. Para el modo emisor-común los varios símbolos de la imagen toman los valores específicos de:
- x = 'e' debido a que es una configuración emisor común.
- Terminal 1 = Base
- Terminal 2 = Colector
- Terminal 3 = Emisor
- iin = Corriente de Base (ib)
- io = Corriente de Colector (ic)
- Vin = Tensión Base-Emisor (VBE)
- Vo = Tensión Colector-Emisor (VCE)

Y los parámetros h están dados por:
- hix = hie - La impedancia de entrada del transistor (correspondiente a la resistencia del emisor re).
- hrx = hre - Representa la dependencia de la curva IB–VBE del transistor en el valor de VCE. Es usualmente un valor muy pequeño y es generalmente despreciado (se considera cero).
- hfx = hfe - La ganancia de corriente del transistor. Este parámetro es generalmente referido como hFE o como la ganancia de corriente continua (βDC) en las hojas de datos.
- hox = hoe - La impedancia de salida del transistor. Este término es usualmente especificado como una admitancia, debiendo ser invertido para convertirlo a impedancia.

Como se ve, los parámetros h tienen subíndices en minúscula y por ende representan que las condiciones de análisis del circuito son con corrientes alternas. Para condiciones de corriente continua estos subíndices son expresados en mayúsculas. Para la topología emisor común, un aproximado del modelo de parámetro h es comúnmente utilizado ya que simplifica el análisis del circuito. Por esto los parámetros hoe y hre son ignorados (son tomados como infinito y cero, respectivamente). También debe notarse que el modelo de parámetro h es sólo aplicable al análisis de señales débiles de bajas frecuencias. Para análisis de señales de altas frecuencias este modelo no es utilizado debido a que ignora las capacitancias entre electrodos que entran en juego a altas frecuencias.